# DRIVE-IN (álbum de Guilherme & Benuto)
Drive-In (estilizado em letras maiúsculas) é o segundo álbum ao vivo da dupla sertaneja brasileira Guilherme & Benuto, lançado em 4 de novembro de 2021 pela Sony Music. O formato de gravação do álbum se deve a pandemia de COVID-19 no Brasil, com o público assistindo o show dentro de seus carros. As faixas de grande sucesso nesse álbum são Pulei na Piscina e Sigilo.

## Antecedentes e gravação

### Sucesso anterior
Entre 2019 e 2020, Guilherme & Benuto trabalhavam o álbum anterior Amando, Bebendo e Sofrendo, que marcava a estreia da dupla na indústria fonográfica, após o fim do trio Villa Baggage. Para uma dupla que estava começando, o sucesso rapidamente foi alcançado, principalmente com as faixas Flor Que Se Cheira e 3 Batidas, que alcançaram números significativos nas rádios e nas plataformas digitais no final de 2019.
Em 2020, antes da gravação do Drive-In, foi gravado e lançado o single Cá Entre Nós, com clipe em preto e branco dirigido por Vinícius Calazans.

### Gravação
Em decorrência da pandemia de COVID-19 no Brasil, a indústria fonográfica adotou um método para evitar aglomerações e, ao mesmo tempo, substituir os shows virtuais conhecidos como lives por apresentações "presenciais": ter um público constituído por pessoas assistindo dentro de seus carros, método esse que ficou famoso e muito utilizado por artistas como Leo Chaves, os grupos Roupa Nova e Jota Quest, entre outros, no segundo semestre de 2020.
Benuto: “A gente vinha planejando a gravação do DVD no formato convencional, então foi um desafio mudar nossos planos e nos adaptar à nova realidade. O ponto chave desse trabalho foi pensar em como a gente manteria o calor do público, mantê-los perto, sem ferir as regras. Então, o conceito do DVD partiu daí e conseguimos desenvolver esse projeto inédito.”
O show foi gravado no estacionamento do Sindicato dos Metalúrgicos de Piracicaba, em 18 de julho de 2020. Ao todo estiveram no local 80 carros, que foram todos posicionados em volta do palco, por ordem de chegada, com limite de quatro pessoas cada um, respeitando as indicações dos órgãos de saúde de distanciamento social e de higienização. Contou com 12 faixas inéditas e 2 regravações dos sucessos anteriores, Flor Que Se Cheira e 3 Batidas, e as participações especiais de DJ Guuga, o pagodeiro Dilsinho e do duo mexicano Río Roma.
Guilherme: “Muitas pessoas vão se identificar com o repertório, porque ele tá bem diversificado, contando várias histórias. A sensação que a gente tem é de gratidão por conseguir realizar esse projeto, no meio de tudo isso que estamos vivendo, e presentear nossos fãs e nosso público com um set list bem pra cima”.

## Lista de faixas
| N.º            | Título                                 | Compositor(es)                                                                                                | Duração |  |
| 1.             | "Mesa Falsa" (part. Dilsinho)          | Gui Artioli Nuto Artioli Douglas Melo Flavinho Tinto Nando Marx                                               | 2:57    |  |
| 2.             | "Cheiro de Saudade"                    | Vanessinha PG Flausino Matheus Mattos Paulinha Gonçalves                                                      | 2:21    |  |
| 3.             | "Pulei na Piscina"                     | G. Artioli N. Artioli Melo Tinto Marx                                                                         | 3:01    |  |
| 4.             | "Vulnerável"                           | Mattos | 2:46    |  |
| 5.             | "Sigilo"                               | G. Artioli N. Artioli                                                                                         | 2:54    |  |
| 6.             | "Drive In"                             | G. Artioli N. Artioli Cristhyan Ribeiro Ruan Soares                                                           | 2:53    |  |
| 7.             | "Barzinho À Prova de Saudade"          | Bruno Sucesso Douglas Cezar Renato Campero                                                                    | 2:43    |  |
| 8.             | "Caso de Pinga ou Morte"               | Pedro Taveira Nicolas Damasceno Murilo Costa Kauê Segundêro                                                   | 2:52    |  |
| 9.             | "Um Erro a Menos"                      | Alex Alex Fernando Henrique Geadson Ferreira Henrique Batista Leonardo Rodrigues Neto Fonseca Philipe Fonseca | 3:11    |  |
| 10.            | "Tapa na Mesa"                         | Ribeiro G. Artioli N. Artioli Higor Kaique Jonathan Felipe Rodrigo Marcolino                                  | 2:54    |  |
| 11.            | "Camisa Preta"                         | G. Artioli N. Artioli Pedro Freitas Felipe KeF                                                                | 2:51    |  |
| 12.            | "Flor Que Se Cheira" (part. Río Roma)  | G. Artioli N. Artioli Leandro Rojas Nicolas Damasceno                                                         |         |  |
| 13.            | "3 Batidas"                            | G. Artioli N. Artioli Melo Tinto Marx                                                                         | 2:37    |  |
| 14.            | "Melhor Rolê da City" (part. DJ Guuga) | Pedro Ticks Renne Cordeiro Vinicius Luiz                                                                      | 2:32    |  |
| Duração total: | Duração total:                         | Duração total:                                                                                                | 39:48   |  |

## Lançamento e repercussão
10 singles do álbum, pouco a pouco foram disponibilizados. O primeiro deles foi Pulei na Piscina, lançado em agosto de 2020, que, em pouco tempo, esteve entre as músicas mais tocadas no Spotify. Outro single que se destacou, que foi lançado em março de 2021, foi Sigilo, que saltou da 142ª posição para o primeiro lugar entre as músicas mais tocadas nas rádios brasileiras e plataformas digitais, segundo dados da Crowley Charts.

Sobre Sigilo, a dupla deu seus depoimentos:
Guilherme: “A gente foi abençoado em compor essa música um mês antes do DVD. Ela é muito especial, temos um carinho grande com ela porque foi a gente que fez e retrata bem o nosso estilo, é bem a nossa cara, do que a gente gosta. É uma música diferente do que está rolando no momento, mas ela chama atenção, e esse é nosso propósito quando vamos trabalhar uma música, para que ela não passe despercebida. Ela tem um lado envolvente, o solo de violino no começo, que são coisas que somam muito, que deixam a música bem diferente, bem marcante”.
Benuto: “Um dos principais pontos fortes da música é que ela tem um papo da noite, ela é sedutora, envolvente, fala sobre esse encontro casual, que as pessoas passam uma noite juntos, e ela fala isso sem ser pesada. É uma melodia que traz a essência do Guilherme e Benuto, a gente pegou um pouco da bachata, mas deu uma modificada, colocou um pouco de eletrônico, ela tá bem mesclada. A gente acredita muito nela por conta do barulho espontâneo que ela teve desde a gravação do DVD. As pessoas sempre perguntam e se interessam bastante, principalmente pelo refrão”.